# Luis Estaba
Luis Estaba est un boxeur vénézuélien né le 13 août 1938 à Guiria (État de Sucre) où il meurt le 16 février 2025.

## Carrière
Passé professionnel en 1967, Luis Estaba remporte à 37 ans le titre vacant de champion du monde des poids mi-mouches WBC le 13 septembre 1975 après sa victoire par KO au 4e round contre Rafael Lovera. Estaba conserve son titre à 11 reprises avant d'être à son tour battu par Freddy Castillo le 19 février 1978. Il met un terme à sa carrière de boxeur en 1978 sur un bilan de 41 victoires, 9 défaites et 2 matchs nuls.